# Dummalli, Shimoga
Dummalli là một làng thuộc tehsil Shimoga, huyện Shimoga, bang Karnataka, Ấn Độ.